# アフリカのポピュラー音楽
アフリカのポピュラー音楽（アフリカのポピュラーおんがく）は、アフリカの伝統音楽のように、幅広く多様である。アフリカのポピュラー音楽の現代のジャンルは、西洋のポピュラー音楽に影響を受けている。ブルース、ジャズ、サルサ、ズーク、ルンバなどのポピュラー音楽のジャンルの多くは、アフリカ人奴隷がアメリカへ持ち込んだアフリカの伝統音楽を由来とする。これらのリズムとサウンドは、その後ロックやリズム・アンド・ブルースなどの新しいジャンルにも取り入れられた。同様に、アフリカのポピュラー音楽には、西洋の音楽の要素、特に楽器と録音スタジオ技術について取り入れられた。

## アフロビート
1960年代後半にフェラ・クティが自らの音楽をアフロビートと名付けたことから広まった。
アフロビートが成立した背景には、フェラ・クティによるアフリカ黒人解放運動という政治的な背景もあった。また楽曲の内容としては政治的な歌詞と、アフリカ人解放へのエネルギーをこめた力強いサウンドが特色となっている。フェラ・クティの死後も、フェミ・クティやシェウン・クティ、トニー・アレンらがアフロビートを継承し、作品発表を続けた。またイギリスを拠点としてアフロファンク、アフロロックのバンドとしては、オシビサやアサガイらがいた。

## アフロポップ/アフロジャズ
アフロポップはアフリカのポップの現代音楽を表現するのに時々使用される言葉である。アフロポップは、アメリカのポップミュージックとアフリカの音楽の間のダンスとサウンドが混在していることを特徴とし、特定のスタイルや音楽サウンドを指すわけではないが、ポピュラー音楽の一般用語として使用されている。アフロポップの有名なミュージシャンとしてはミリアム・マケバ、アフロジャズの有名なミュージシャンには、ヒュー・マセケラらがいた。

## アフリカ系キューバ音楽からの回帰

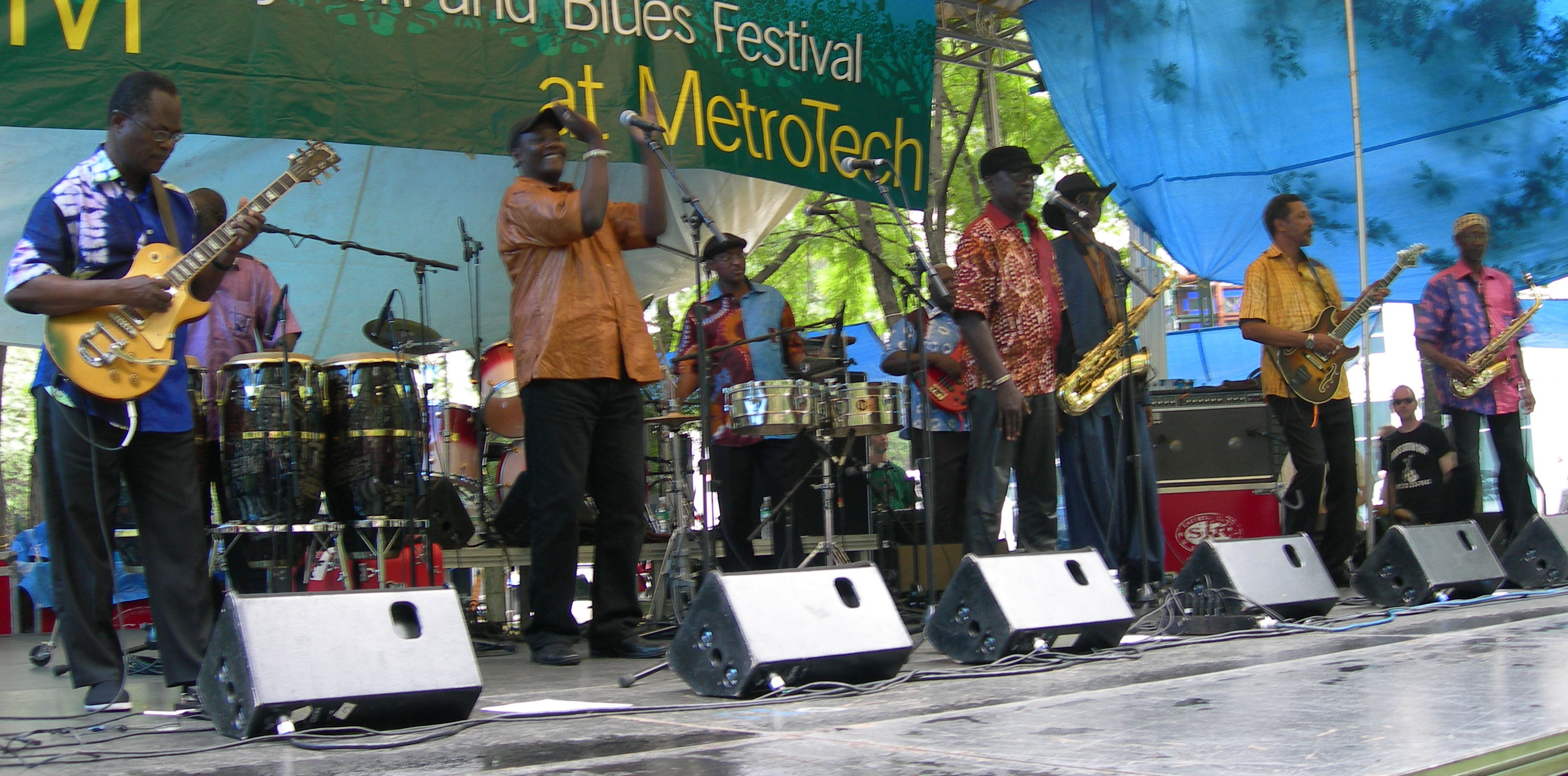
オーケストラ・バオバブ

キューバの音楽は、20世紀中頃からサハラ以南のアフリカで人気があった。いち早く、アフロポップのスタイルを取り入れたのはキューバの音楽である。アフリカ人にとって、クラーベがベースのキューバの音楽は親しみやすくエキゾチックに聞こえた。「エンサイクロペディア・オブ・アフリカ v.1」より
「1940年代より、セプテート・アバネーロやトリオ・マタモロスなどのアフリカ系キューバ人グループは、レオポルドビル（現在のキンシャサ）のラジオ局のエアプレイの結果、コンゴ地域で広範囲にわたる人気を確保した。レオポルドビルではクラブや録音スタジオ、コンサート会場が激増し、1940年代後半から1950年代までキューバの音楽の人気を駆り立てた。」
コンゴのバンドは歌詞も含めてキューバ人の楽曲をそのままカバーしていたが、すぐにフランス語で彼ら自身の作品を制作するようになった。コンゴ人はルンバと呼ばれる新しい音楽ジャンルを取り入れ、グアヘオの旋律をエレクトリック・ギターに適応させ、アフリカ地域の味を持たせた。ギター主体の音楽は、コンゴから徐々に広がっていった。そして、ますますそれぞれの地域の感性を持たせられた。結果的に、例えばスークースなど様々な地域の様々なジャンルの設立につながっていった。
キューバのポピュラー音楽は、アフリカのポピュラー音楽の多くのジャンルの開発において、重要な役割を担った。ジョン・ストーム・ロバーツ曰く「キューバとの繋がりにより、ニューヨーク・サルサ以外でも多様な文化を以前より得てきた。キューバとの関係かなり前から始まっており、少なくても20年前にはあった。そして徐々に吸収され、再アフリカ化されていった。」アフリカ系キューバ人のリズム・パターンは、アフリカ人によってアレンジされていった。
ハーモニーのパターンをアレンジしたことで、音の認識が著しく変更される。キューバ音楽の影響で、I、IV、V、IVのハーモニーは、アフリカ大陸全域のすべてのポップスで聞こえる。それらのコードは、西洋の音楽理論の基本的な教義に従って進行する。しかし、ゲルハルト・クービックは、アフリカのポピュラー音楽のコード進行は必ずしもそうではないと指摘している。「コンゴ（ザイール）のポピュラー音楽で C-F-G-F [I-IV-V-IV] というコード進行のサイクルは、西洋の音楽の階層的な進行と同じであるとは定義できない。」
アフリカを襲ったキューバ音楽の最大の波は、サルサだった。1974年にザイール（現在のコンゴ民主共和国）のキンシャサで行われたファニア・オールスターズのコンサートでは、80,000人も集まった。この模様は映像作品『Live in Africa』として発売された。モハメド・アリとジョージ・フォアマンのヘビー級タイトルマッチとともに音楽祭が開催されザイール人が大量に集まった。サルサは、この時点ではすでにアフリカ諸国、特にセネガンビアとマリでは認識されていた。キューバの音楽は1950年代から1960年代までのセネガルの夜の街では人気があった。セネガル人バンドのオーケストラ・バオバブは、ウォロフ族の楽器と歌詞の追加を除くと、コンガとティンバレスで基本的にはサルサのスタイルで演奏する。
ライス・ワックサー曰く「アフリカのサルサは、それほどアフリカ回帰していないが、いわゆる第三世界の両地域間の文化が複雑に混ざっている。」1990年代中旬から、アフリカのアーティストの活動はスーパーグループのアフリカンドを通して非常に活発で、例えばリカルド・レンヴォやイスマエル・ロー、サリフ・ケイタなどはニューヨークのミュージシャンと交流している。アフリカ人アーティストがサルサを録音して彼らの地域の音を加えることは、今日もまだ一般的である。

## 主なジャンル
アフリカのポピュラー音楽のジャンル
- アフロビート
- アパラ
- アフロ・ディスコ
- アフロ・ジャズ
- ベンガ
- ボンゴフレーバー
- ビクトシ
- ケープ・ジャズ
- チムレンガ
- フジ
- ゲンゲ
- ハイライフ
- ヒップライフ
- イシカタミア
- ジト
- ジュジュ
- カプカ（ブンバ）
- キゾンバ
- クドゥーロ
- クワイト
- クウェラ
- マコッサ
- マロヤ
- マラベンタ
- ンバラ
- ムセベ （スングラ）
- ムバカンガ
- ムブーベ
- モルナ
- パーム＝ワイン
- ライ
- サカラ
- セガ
- センバ

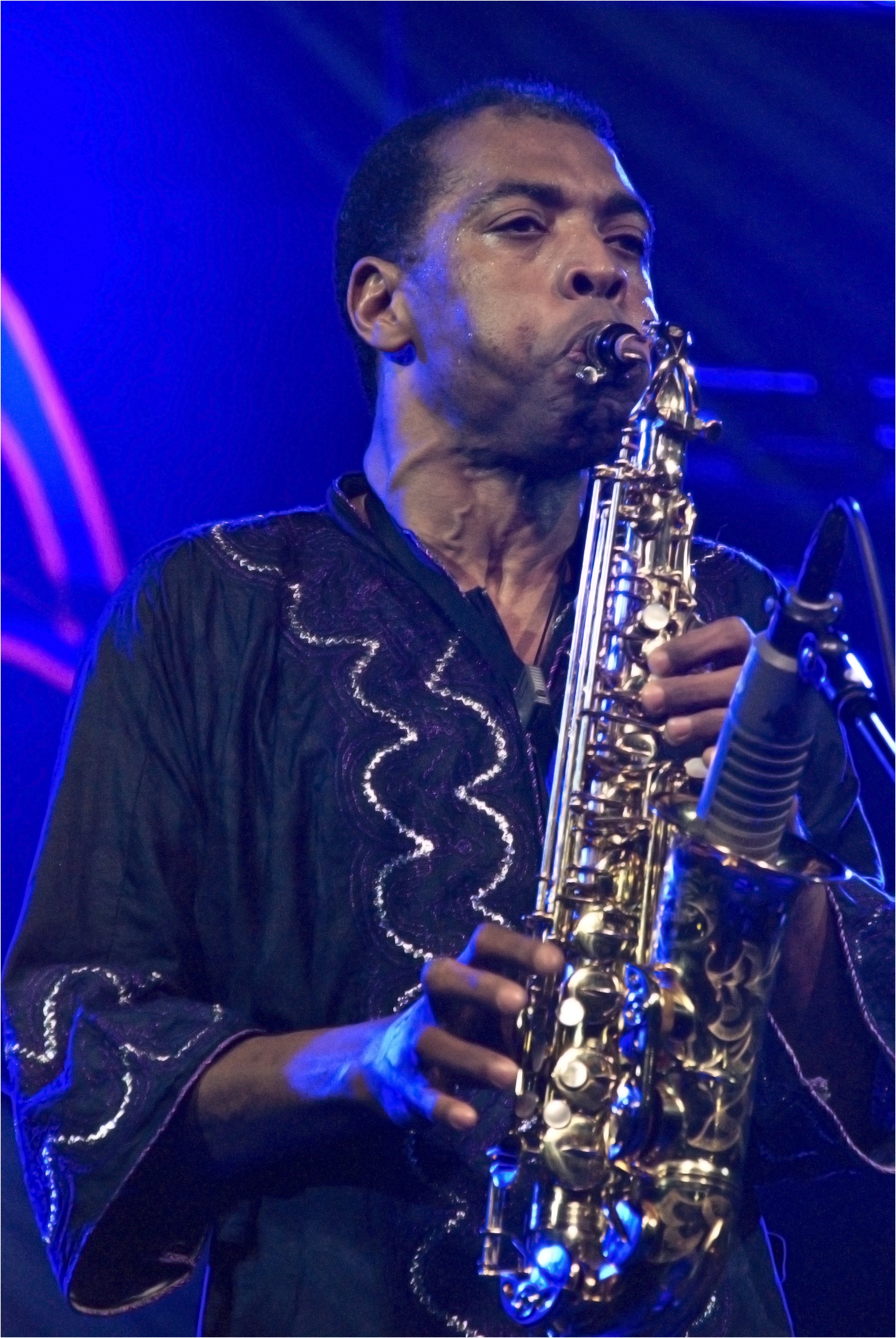
フェラ・クティ

- スークース （コンゴ、リンガラ、ルンバ）
- タアラブ
- ズーグルー